# Ronde van Poitou-Charentes 2014
De 28e editie van de wielerwedstrijd Ronde van Poitou-Charentes (Frans: Tour du Poitou-Charentes 2014) werd gehouden van 26 tot en met 29 augustus 2014 in Poitou-Charentes, Frankrijk. De meerdaagse wielerkoers maakte deel uit van de UCI Europe Tour 2014. Titelverdediger was de Fransman Thomas Voeckler; de overwinning ging dit jaar naar zijn landgenoot Sylvain Chavanel.

## Deelnemende ploegen
| WorldTour               | ProContinentaal              | Continentaal            |
| ----------------------- | ---------------------------- | ----------------------- |
| AG2R La Mondiale        | Androni Giocattoli-Venezuela | BigMat-Auber 93         |
| BMC Racing Team         | Bardiani CSF                 | La Pomme Marseille 13   |
| FDJ.fr                  | Bretagne-Séché Environnement | Roubaix Lille Métropole |
| Omega Pharma-Quick Step | Cofidis                      | Wallonie-Bruxelles      |
| Orica-GreenEDGE         | IAM Cycling                  |                         |
| Team Europcar           | Neri Sottoli                 |                         |
| Team Movistar           | Team Colombia                |                         |
|                         | Topsport Vlaanderen-Baloise  |                         |
|                         | Wanty-Groupe Gobert          |                         |

## Etappe-overzicht
| etappe | datum       | start              | finish          | type                | afstand  | winnaar          | klassementsleider |
| ------ | ----------- | ------------------ | --------------- | ------------------- | -------- | ---------------- | ----------------- |
| 1e     | 26 augustus | Jarnac             | La Ronde        | Vlakke rit          | 192,4 km | Mark Cavendish   | Mark Cavendish    |
| 2e     | 27 augustus | Marans             | Niort           | Vlakke rit          | 183,6 km | Mark Cavendish   | Mark Cavendish    |
| 3e     | 28 augustus | Montmorillon       | L'Isle-Jourdain | Heuvelrit           | 111 km   | Nicola Ruffoni   | Mark Cavendish    |
| 4e     | 28 augustus | Availles-Limouzine | L'Isle-Jourdain | Individuele tijdrit | 24,3 km  | Sylvain Chavanel | Sylvain Chavanel  |
| 5e     | 29 augustus | Lezay              | Poitiers        | Vlakke rit          | 191,9 km | Jesús Herrada    | Sylvain Chavanel  |

## Etappe-uitslagen

### 1e etappe
| Jarnac - La Ronde (192,4 km) |                |                         |          |
| Plaats                       | Naam           | Ploeg                   | Tijd     |
| Winnaar                      | Mark Cavendish | Omega Pharma-Quick Step | 4u47'06" |
| 2                            | Maxime Daniel  | AG2R La Mondiale        | z.t.     |
| 3                            | Roy Jans       | Wanty-Groupe Gobert     | z.t.     |
|                              |                |                         |          |
| 70                           | Marco Minnaard | Wanty-Groupe Gobert     | z.t.     |

| Algemeen klassement |                |                         |          |
| Plaats              | Naam           | Ploeg                   | Tijd     |
| Witte trui          | Mark Cavendish | Omega Pharma-Quick Step | 4u46'56" |
| 2                   | Maxime Daniel  | AG2R La Mondiale        | + 4"     |
| 3                   | Roy Jans       | Wanty-Groupe Gobert     | + 6"     |
|                     |                |                         |          |
| 70                  | Marco Minnaard | Wanty-Groupe Gobert     | + 10"    |

### 2e etappe
| Marans - Niort (183,6 km) |                 |                             |          |
| Plaats                    | Naam            | Ploeg                       | Tijd     |
| Winnaar                   | Mark Cavendish  | Omega Pharma-Quick Step     | 4u18'35" |
| 2                         | Enrique Sanz    | Team Movistar               | z.t.     |
| 3                         | Lorrenzo Manzin | FDJ.fr                      | z.t.     |
|                           |                 |                             |          |
| 9                         | Edward Theuns   | Topsport Vlaanderen-Baloise | z.t.     |
| 74                        | Marco Minnaard  | Wanty-Groupe Gobert         | z.t.     |

| Algemeen klassement |                 |                             |          |
| Plaats              | Naam            | Ploeg                       | Tijd     |
| Witte trui          | Mark Cavendish  | Omega Pharma-Quick Step     | 9u05'21" |
| 2                   | Enrique Sanz    | Team Movistar               | + 14"    |
| 3                   | Maxime Daniel   | AG2R La Mondiale            | + 15"    |
|                     |                 |                             |          |
| 4                   | Gijs Van Hoecke | Topsport Vlaanderen-Baloise | + 15"    |
| 71                  | Marco Minnaard  | Wanty-Groupe Gobert         | + 20"    |

### 3e etappe
| Montmorillon - L'Isle-Jourdain (111 km) |                |                         |          |
| Plaats                                  | Naam           | Ploeg                   | Tijd     |
| Winnaar                                 | Nicola Ruffoni | Bardiani CSF            | 2u30'43" |
| 2                                       | Roy Jans       | Wanty-Groupe Gobert     | z.t.     |
| 3                                       | Mark Cavendish | Omega Pharma-Quick-Step | z.t.     |
|                                         |                |                         |          |
| 51                                      | Marco Minnaard | Wanty-Groupe Gobert     | z.t.     |

| Algemeen klassement |                |                         |           |
| Plaats              | Naam           | Ploeg                   | Tijd      |
| Witte trui          | Mark Cavendish | Omega Pharma-Quick Step | 11u36'02" |
| 2                   | Roy Jans       | Wanty-Groupe Gobert     | + 14"     |
| 3                   | Maxime Daniel  | AG2R La Mondiale        | + 16"     |
|                     |                |                         |           |
| 60                  | Marco Minnaard | Wanty-Groupe Gobert     | + 22"     |

### 4e etappe
| Availles-Limouzine - L'Isle-Jourdain (24,3 km (ITR)) |                  |                         |         |
| Plaats                                               | Naam             | Ploeg                   | Tijd    |
| Winnaar                                              | Sylvain Chavanel | IAM Cycling             | 29'04"  |
| 2                                                    | Svein Tuft       | Orica-GreenEDGE         | + 44"   |
| 3                                                    | Cyril Lemoine    | Cofidis                 | + 58"   |
|                                                      |                  |                         |         |
| 9                                                    | Jan Bakelants    | Omega Pharma-Quick Step | + 1'38" |
| 30                                                   | Jens Mouris      | Orica-GreenEdge         | + 2'26" |

| Algemeen klassement |                  |                             |           |
| Plaats              | Naam             | Ploeg                       | Tijd      |
| Witte trui          | Sylvain Chavanel | IAM Cycling                 | 12u05'25" |
| 2                   | Svein Tuft       | Orica-GreenEDGE             | + 47"     |
| 3                   | Cyril Lemoine    | Cofidis                     | + 1'01"   |
|                     |                  |                             |           |
| 11                  | Gijs Van Hoecke  | Topsport Vlaanderen-Baloise | + 1'58"   |
| 26                  | Jens Mouris      | Orica-GreenEDGE             | + 2"29    |

### 5e etappe
| Lezay - Poitiers (191,9 km) |                |                         |          |
| Plaats                      | Naam           | Ploeg                   | Tijd     |
| Winnaar                     | Jesús Herrada  | Team Movistar           | 4u28'32" |
| 2                           | Jan Bakelants  | Omega Pharma-Quick Step | z.t.     |
| 3                           | Nicola Ruffoni | Bardiani CSF            | z.t.     |
|                             |                |                         |          |
| 18                          | Marco Minnaard | Wanty-Groupe Gobert     | z.t.     |

## Eindklassementen
| Plaats     | Naam             | Ploeg                        | Tijd      |
| ---------- | ---------------- | ---------------------------- | --------- |
| Witte trui | Sylvain Chavanel | IAM Cycling                  | 16u33'57" |
| 2          | Svein Tuft       | Orica-GreenEDGE              | + 47"     |
| 3          | Cyril Lemoine    | Cofidis                      | + 1'01"   |
| 4          | Stephen Cummings | BMC Racing Team              | + 1'16"   |
| 5          | Jérémy Roy       | FDJ.fr                       | + 1'17"   |
| 6          | Martin Elmiger   | IAM Cycling                  | + 1'18"   |
| 7          | Alex Dowsett     | Team Movistar                | z.t.      |
| 8          | Arnaud Gérard    | Bretagne-Séché Environnement | + 1'28"   |
| 9          | Jesús Herrada    | Team Movistar                | + 1'36"   |
| 10         | Matthias Brändle | IAM Cycling                  | + 1'58"   |
|            |                  |                              |           |
| 11         | Gijs Van Hoecke  | Wanty-Groupe Gobert          | + 1'58"   |
| 32         | Marco Minnaard   | Rabobank Development Team    | +2'24"    |

| Plaats      | Naam           | Ploeg                   | Punten |
| ----------- | -------------- | ----------------------- | ------ |
| Groene trui | Mark Cavendish | Omega Pharma-Quick Step | 66     |
| 2           | Nicola Ruffoni | Bardiani CSF            | 51     |
| 3           | Enrique Sanz   | Team Movistar           | 28     |
|             |                |                         |        |
| 8           | Jan Bakelants  | Omega Pharma-Quick Step | 24     |

| Plaats        | Naam               | Ploeg                     | Punten |
| ------------- | ------------------ | ------------------------- | ------ |
| Bolletjestrui | Kévin Van Melsen   | Wanty-Groupe Gobert       | 30     |
| 2             | Marcus Burghardt   | BMC Racing Team           | 17     |
| 3             | Sébastien Delfosse | Wallonie Bruxelles-Crelan | 10     |

| Plaats      | Naam            | Ploeg                       | Tijd      |
| ----------- | --------------- | --------------------------- | --------- |
| Oranje trui | Jesús Herrada   | Team Movistar               | 16u35'33" |
| 2           | Gijs Van Hoecke | Topsport Vlaanderen-Baloise | + 22"     |
| 3           | Jasha Sütterlin | Team Movistar               | + 22"     |

| Plaats | Ploeg         | Tijd      |
| ------ | ------------- | --------- |
|        | IAM Cycling   | 49u45'10" |
| 2      | Team Movistar | + 1'43"   |
| 3      | Cofidis       | + 2'33"   |

Etappewedstrijden

 Ster van Bessèges ·
 Ronde van de Middellandse Zee ·
 Ruta del Sol ·
 Ronde van de Algarve ·
 Ronde van de Haut-Var ·
 Driedaagse van West-Vlaanderen ·
 Internationale Wielerweek ·
 Internationaal Wegcriterium ·
 Driedaagse van De Panne-Koksijde ·
 Ronde van de Sarthe ·
 Ronde van Trentino ·
 Ronde van Turkije ·
 Vierdaagse van Duinkerke ·
 Ronde van Azerbeidzjan ·
 Szlakiem Grodów Piastowskich ·
 Ronde van Castilië en León ·
 Ronde van Picardië ·
 Ronde van Noorwegen ·
 World Ports Classic ·
 Ronde van Beieren ·
 Ronde van België ·
 Tour des Fjords ·
 Ronde van Estland ·
 Ronde van Luxemburg ·
 Boucles de la Mayenne ·
 Ster ZLM Toer ·
 Ronde van Slovenië ·
 Route du Sud ·
 Ronde van Oostenrijk ·
 Sibiu Cycling Tour ·
 Ronde van Wallonië ·
 Ronde van Portugal ·
 Ronde van Denemarken ·
 Ronde van de Ain ·
 Ronde van Burgos ·
 Arctic Race of Norway ·
 Ronde van de Limousin ·
 Ronde van Poitou-Charentes ·
 Ronde van Groot-Brittannië ·
 Ronde van Gévaudan Languedoc-Roussillon ·
 Eurométropole Tour
Eendaagse wedstrijden

 GP La Marseillaise ·
 Grote Prijs van de Etruskische Kust ·
 Trofeo Palma ·
 Trofeo Ses Salines ·
 Trofeo Serra de Tramuntana ·
 Trofeo Platja de Muro ·
 Trofeo Laigueglia ·
 Ronde van Murcia ·
 Omloop Het Nieuwsblad ·
 Classic Sud Ardèche ·
 GP Lugano ·
 Clásica de Almería ·
 Kuurne-Brussel-Kuurne ·
 La Drôme Classic ·
 Le Samyn ·
 GP Città di Camaiore ·
 Strade Bianche ·
 Roma Maxima ·
 Ronde van Drenthe ·
 Dwars door Drenthe ·
 Nokere Koerse ·
 GP Nobili Rubinetterie ·
 Handzame Classic ·
 Classic Loire-Atlantique ·
 Grote Prijs van Cholet-Pays de Loire ·
 Dwars door Vlaanderen ·
 Route Adélie de Vitré ·
 Volta Limburg Classic ·
 Grote Prijs Miguel Indurain ·
 Ronde van La Rioja ·
 Scheldeprijs ·
 GP Cerami ·
 Klasika Primavera ·
 Parijs-Camembert ·
 Brabantse Pijl ·
 GP Denain ·
 Ronde van de Finistère ·
 Tro Bro Léon ·
 Ronde van Keulen ·
 La Roue Tourangelle ·
 Rund um den Finanzplatz Eschborn-Frankfurt ·
 Ronde van de Somme ·
 ProRace Berlin ·
 Grote Prijs van Plumelec ·
 Boucles de l'Aulne ·
 Ronde van Zeeland Seaports ·
 GP Kanton Aargau ·
 Ronde van Limburg ·
 Ronde van de Apennijnen ·
 Halle-Ingooigem ·
 Prueba Villafranca de Ordizia ·
 GP Industria & Artigianato-Larciano ·
 Ronde van Toscane ·
 Circuito de Getxo ·
 Polynormande ·
 RideLondon Classic ·
 GP Stad Zottegem ·
 Arnhem-Veenendaal Classic ·
 Châteauroux Classic de l'Indre ·
 Druivenkoers Overijse ·
 Brussels Cycling Classic ·
 GP Fourmies ·
 Ronde van de Doubs ·
 GP Jef Scherens ·
 Coppa Bernocchi ·
 GP van Wallonië ·
 Coppa Agostoni ·
 Ronde van de Drie Valleien ·
 Kampioenschap van Vlaanderen ·
 Grote Prijs Impanis-Van Petegem ·
 Memorial Marco Pantani ·
 GP Industria & Commercio di Prato ·
 GP van Isbergues ·
 Omloop van het Houtland ·
 Duo Normand ·
 Milaan-Turijn ·
 Ronde van het Münsterland ·
 Ronde van de Vendée ·
 Memorial Frank Vandenbroucke ·
 Coppa Sabatini ·
 Parijs-Bourges ·
 Ronde van Emilia ·
 Parijs-Tours ·
 GP Beghelli ·
 Nationale Sluitingsprijs ·
 Chrono des Nations